# 爱迪生 (内布拉斯加州)
爱迪生（英語：Edison）是美国內布拉斯加州富爾納斯縣的一个村庄，在2010年美國人口普查中有人口133人。